# Баринов, Александр Иванович
Алекса́ндр Ива́нович Ба́ринов (8 [20] июля 1884, село Макарово, Березниковская волость, Вологодский уезд, Вологодская губерния — 17 ноября 1960, Москва) — советский военный деятель, комдив (1936), генерал-майор (1940).

## Биография
Родился Александр Иванович Баринов в 1884 году в селе Макарово (ныне Вологодского района Вологодской области) в крестьянской семье.
Служил в российской императорской армии, в 1910 году окончил школу подпрапорщиков. Участник Первой мировой войны, штабс-капитан.
В апреле 1918 года вступил в РККА. Участвовал в Гражданской войне, служил на должностях: начальник полковой школы, помощник, затем вр. и.д. командира полка 1-й стрелковой дивизии, командир 8-го стрелкового полка 3-й Московской стрелковой дивизии.
С 1920 года служил на Туркестанском фронте, занимался борьбой с басмачами.
С декабря 1920 года — командир 227-го отдельного батальона ВНУС, с марта 1921 года — командир 19-го Туркестанского стрелкового полка, затем 13-го Туркестанского стрелкового полка 3-й стрелковой бригады Войск ВОХР, с января 1922 года — командир 5-го (затем 9-го) Туркестанского стрелкового полка 3-й Туркестанской стрелковой дивизии.
15 июня 1922 года 5-й полк А. И. Баринова разбил главные силы Энвер-паши, захватил его ставку, взял пленных и трофеи. За исключительное мужество А. И. Баринов был награждён орденом Красного Знамени (1923). 14 июля 1923 года, командуя 9-м полком, А. И. Баринов вновь отличился в бою с басмачами у перевала Кауфара, за что был награждён вторым орденом Красного Знамени (1924).
После этого А. И. Баринов служил помощником командира 3-й Туркестанской стрелковой дивизии, помощником командира 23-й Харьковской стрелковой дивизии, затем был назначен командиром 21-й Пермской стрелковой дивизии. В 1932 году вступил в ВКП(б).
В 1936 году окончил Восточный факультет Военной академии имени М. В. Фрунзе.
В 1937—1938 годах — начальник Административно-мобилизационного управления (АМУ) РККА.
В 1938 году А. И. Баринов был исключён из партии за «связь с врагами народа». 28 ноября 1938 года Нарком обороны СССР Ворошилов К. Е. обратился в Политбюро ЦК ВКП(б) с просьбой уволить из РККА комкоров Л. Г. Петровского, М. О. Степанова, коринтенданта А. И. Жильцова, комдивов А. И. Баринова, М. С. Филипповского и комбрига И. И. Шафранского ввиду имеющихся на них ряда компрометирующих данных. В тот же день военком АМУ полковой комиссар И. П. Парсаев составил на А. И. Баринова политхарактеристику, в которой указал, что тот «не поставил своевременно перед начальниками отделов задачу выявления и ликвидации последствий вредительства. Оставлять у руководства нельзя». 29 ноября 1938 года А. И. Баринов отстранён от должности. По данным историка О. Ф. Сувенирова вскоре был арестован, отбывал срок заключения, но уже в том же 1938 году А. И. Баринов был назначен старшим преподавателем кафедры общей тактики Военной академии им. М.Фрунзе, на этой должности до 1940 года.
С началом Великой Отечественной войны, в 1941 году А. И. Баринов был назначен заместителем Главного инспектора Отдела инспектирования новых формирований, с 1943 года до конца войны — заместитель начальника Управления военно-учебных заведений.
С 1 августа 1945 года — начальник нового Военно-педагогического института. В 1946 году вышел в отставку.
Умер в 1960 году в Москве.

## Звания
- комдив — 17.02.1936
- генерал-майор — 04.06.1940

## Награды
- Орден Ленина — 21.02.1945
- четыре Ордена Красного Знамени — 1923 (Прик. РВСР № 171) — за разгром Энвер-паши, 02.04.1924 (Прик. РВСР № 96) — за отличие в бою 14 июля 1923 у перевала Кауфара, 03.11.1944, …
- Орден Красной Звезды Бухарской НСР 1-й степени (1924) и 2-й степени (1923) — за участие в ликвидации басмачества в Восточной Бухаре в 1923—1924 годах. Приравнен к ордену Красного Знамени.
- Орден Отечественной войны 1 степени — 04.06.1944
- Орден Красной Звезды — 22.01.1942
- Медаль XX лет РККА — 1938
- другие медали